# Tentatives de paix pendant la Première Guerre mondiale
Vous lisez un « bon article » labellisé en 2010.
Pour un article plus général, voir Première Guerre mondiale.

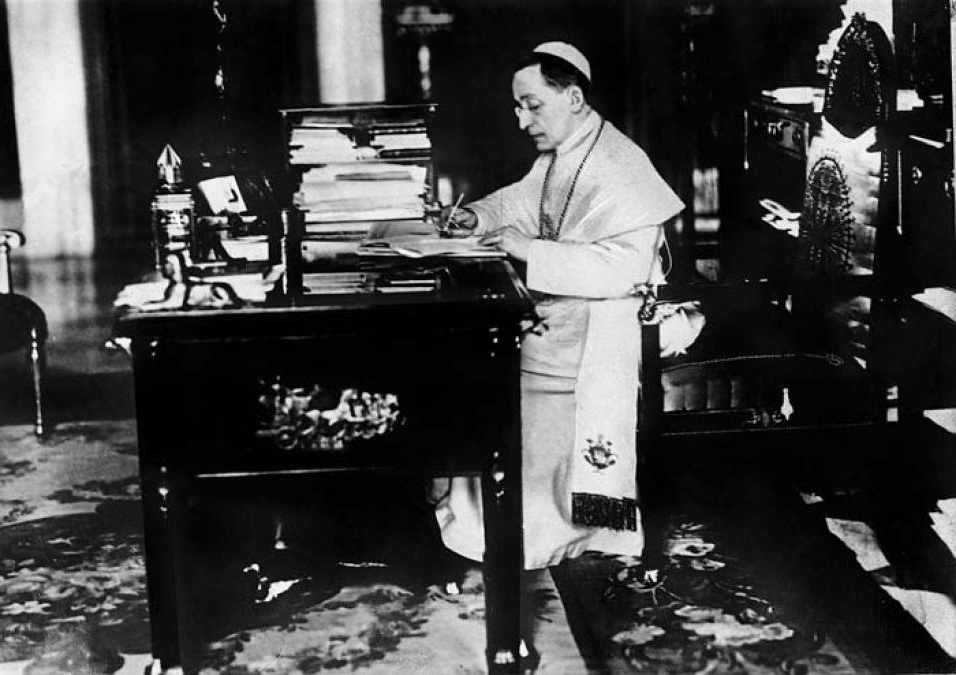
Le pape Benoît XV, l'un des acteurs des négociations de paix pendant la Première Guerre mondiale.

Les tentatives de paix pendant la Première Guerre mondiale sont principalement le fait du pape Benoît XV, du président des États-Unis Woodrow Wilson, et, à partir de 1916, des deux principaux membres de la Triple Alliance (l'Allemagne et l'Autriche-Hongrie) pour mettre un terme au conflit. Des socialistes européens, mettant à profit leurs relations dans les camps opposés grâce à l'Internationale, tentèrent aussi d'engager une perspective de paix.
Si la lassitude gagne les différents cercles de la société des pays en guerre à partir de 1916 (la bataille de Verdun, qui fait plus de 300 000 morts, marque un tournant dans la guerre), les propositions de paix visent davantage à préserver les intérêts nationaux qu'à assurer une paix durable entre les belligérants. Il faut donc considérer le terme de « tentatives de paix » avec circonspection. L'historien Jean-Baptiste Duroselle emploie d'ailleurs le terme de « négociations secrètes ».
Aucune des tentatives de paix, comme celles de l'empereur d'Autriche Charles Ier avec pour médiateur Sixte de Bourbon-Parme, ne réussit, et toutes déclenchent une vague de polémiques, ce qui montre leur caractère ambivalent. Les manifestations pour la paix de 1918 sont les derniers signes de la volonté générale de faire la paix. Les tentatives de paix sont le plus souvent menées par des hommes politiques ou des personnes privées qui ne sont pas ou plus au pouvoir : Aristide Briand, en 1917, n'est plus président du Conseil, ou Sixte de Bourbon-Parme, alors engagé dans l'armée belge, ce qui permet aux gouvernements et aux dirigeants de ne pas perdre la face en cas d'échec. Mais c'est bien le roi des Belges Albert Ier de Belgique qui est derrière ces tentatives de paix, comme Aristide Briand l'est en France. Il s'agit d'obtenir de l'Allemagne la restauration intégrale de l'indépendance belge ainsi que la restitution de l'Alsace-Lorraine à la France. Mais l'intransigeance allemande anéantit tout espoir en s'exprimant dans un discours du ministre austro-hongrois des affaires étrangères, Ottokar Czernin, allié de l'Allemagne, qui sabote la tentative de paix en révélant, dans un discours public, l'existence d'une lettre du premier ministre français Clemenceau. Ce dernier dénie vivement, tandis que le ministre belge des affaires étrangères, Charles de Broqueville, démissionne.
Au sortir de la guerre, l'Allemagne, jugée responsable de la guerre par les Alliés, est confrontée à ses responsabilités y compris concernant l'échec des tentatives de paix, confrontation qui tourne vite à la révision nationaliste. L'étude des tentatives de paix est un domaine de recherche essentiellement allemand, cette recherche s'inscrivant dans le cadre plus vaste de la Kriegsschuldfrage.

## Les premières négociations en1916

### Proposition de paix allemandes

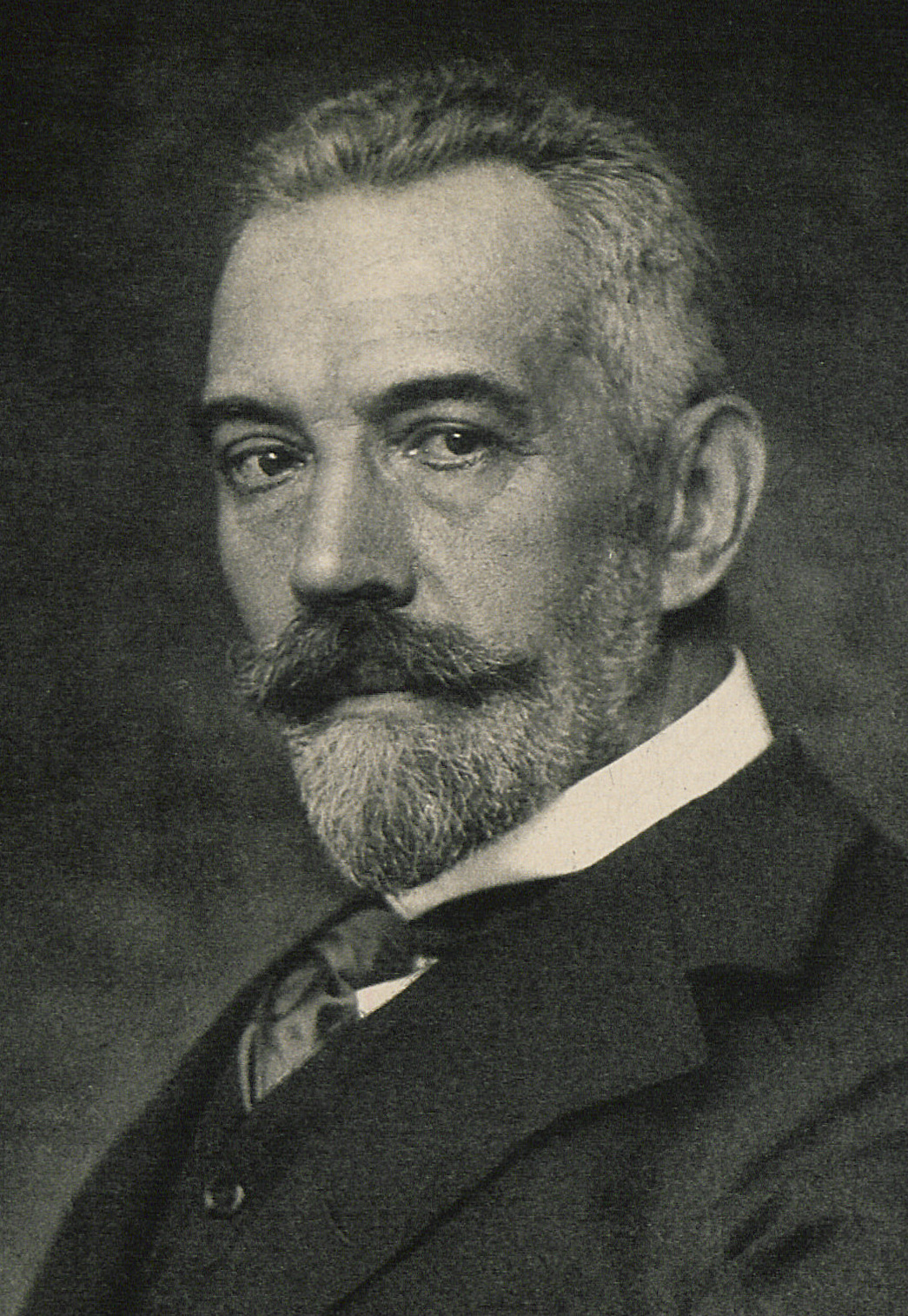
Theobald von Bethmann-Hollweg.

En 1916, la situation intérieure de l'Allemagne devient de plus en plus préoccupante en raison des difficultés de ravitaillement occasionnées par la pénurie de main-d'œuvre.
Devant l'indécision de la Maison-Blanche, le chancelier impérial allemand Theobald von Bethmann-Hollweg décide de faire sa propre proposition de paix et la considère comme la dernière chance d'obtenir une paix équitable, l'issue de la guerre étant, d'après lui, défavorable à l'Allemagne. Le 12 décembre 1916, une fois la Roumanie en grande partie conquise, Bethmann Hollweg propose devant le Reichstag, au nom des Empires centraux, d'engager des négociations de paix. Guillaume II soutient alors son chancelier dont la proposition constitue pour lui un « acte moral nécessaire pour libérer le monde du fardeau qui pèse sur tous ».
Le ton hautain de la note, son contenu, et le fait que l'Allemagne ne laisse apparaître aucune volonté d'évacuer les territoires occupés rendent la note inacceptable pour les Alliés. La réponse de ces derniers du 30 décembre 1916 parle d'une suggestion sans condition qui n'est pas une proposition de paix mais qui passe plutôt pour une manœuvre de guerre.
À Berlin, on pense que si les ennemis refusent la proposition, ce sont eux qui devront endosser les conséquences de la poursuite de la guerre, et surtout le recours à la guerre sous-marine à outrance. L'Allemagne tente ainsi de se défausser de ses responsabilités et, après l'échec de cette action de paix, le Reich considère comme justifié le durcissement de la conduite de la guerre.

### La montée du pacifisme de la gauche allemande
En 1916–1917, dix-neuf députés du SPD refusent de voter des crédits de guerre supplémentaires et dix-huit d'entre eux sont pour cela exclus du parti. Ces derniers fondent en 1917 l'Unabhängige Sozialdemokratische Partei Deutschlands (USPD).

### Proposition de Wilson

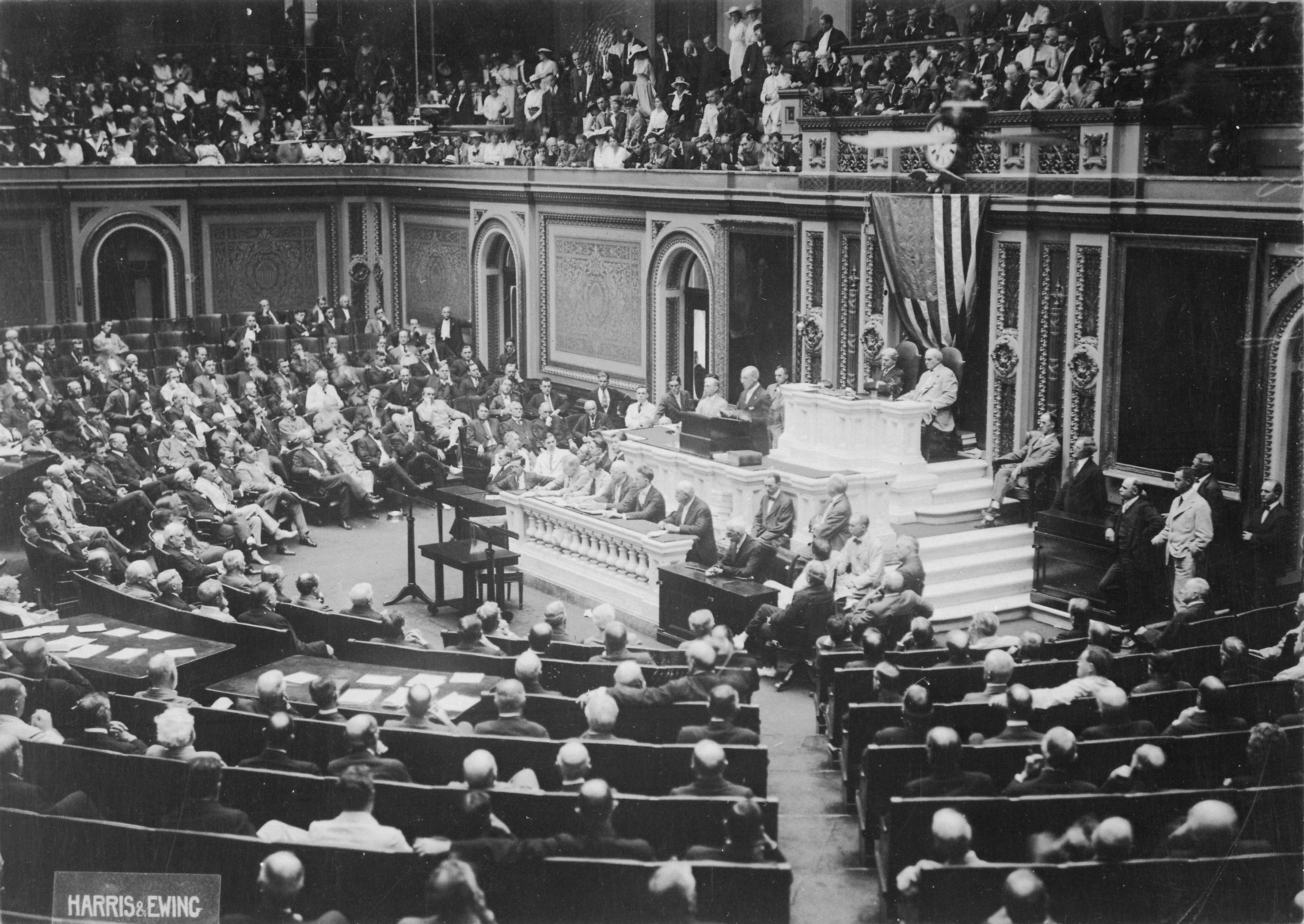
Wilson déclare la rupture des liens diplomatiques avec l'Allemagne.

Parallèlement à l'action de la Triple-Alliance, le président américain Wilson envoie une note à tous les belligérants le 18 décembre 1916. Il leur demande de préciser leurs buts de guerre et se présente comme intermédiaire entre les pays. Mais l'Allemagne, qui s'oppose à toute médiation américaine, refuse également de préciser ses buts de guerre et rejette la proposition le 26 décembre.
Le 7 janvier 1917, Bethmann-Hollweg menace de mettre en place la guerre sous-marine à outrance. La menace est mise à exécution deux jours plus tard. L'Entente, quant à elle, fait part de ses conditions de paix au président Wilson le 10 janvier 1917. Wilson les considère comme trop importantes. Outre le rétablissement de la Serbie, du Monténégro et de la Belgique dans leurs droits, les Alliés exigent l'évacuation des territoires occupés ou annexés comme l'Alsace-Lorraine. Wilson se consacre alors au projet de créer une ligue internationale après la guerre et plaide pour une « paix sans victoire » ou « paix blanche ».
Le 31 janvier 1917, le chancelier allemand adresse une nouvelle note au président Wilson. Pour lui, la paix passe par l'acceptation d'une politique d'annexion allemande.

### Négociations avec le Japon

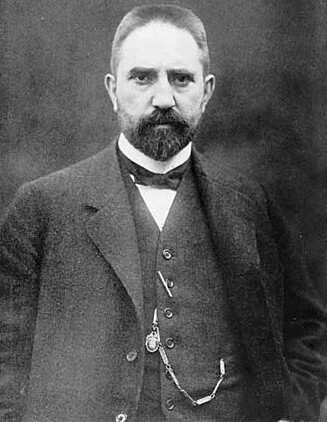
Hugo Stinnes.

C'est également pendant l'année 1916 que l'Allemagne entame des négociations avec le Japon. Le but de ces négociations est d'obtenir une paix séparée avec l'empereur Taishō, entré en guerre aux côtés des Alliés le 23 août 1914. Dès janvier 1915 pourtant, l'Allemagne avait tenté de rallier le Japon à sa cause à travers la personne de l'ambassadeur d'Allemagne à Pékin, Paul von Hintze. L'Allemagne propose alors au Japon la liberté d'action pour son expansion en Asie de l'Est, allant jusqu'à se montrer prête à soutenir financièrement une conquête de la Chine. Entre le 19 janvier et la mi-mars 1916, l'ambassadeur d'Allemagne en Suède, Hellmuth von Lucius, est mandaté par le chancelier Bethmann Hollweg pour engager des discussions secrètes avec l'ambassadeur du Japon Uchida. Les négociations, centrées sur une collaboration des deux pays en Chine, prennent un tour favorable : le Japon accepte de ne pas envoyer de troupes en Europe et hésite à rejoindre le camp allemand. Parallèlement, l'Allemagne essaie de mener des négociations avec la Russie, cette dernière en informant à son tour le Japon.
Les négociations menées à Stockholm s'arrêtent et reprennent le 25 mars 1916 entre Uchida et les représentants allemands, dont le plus important est l'industriel Hugo Stinnes. Le secrétaire d'État à la Reichsmarine Alfred von Capelle et le Kronprinz soutiennent ces initiatives. Le Japon, en tant qu'intermédiaire, doit mener les négociations afin de conclure une paix entre l'Allemagne, la Russie et lui-même. Le Japon révèle vite le contenu des discussions secrètes à la Grande-Bretagne, mais continue les pourparlers. Il veut obtenir une paix avec l'Allemagne en échange de la ville chinoise de Qingdao, alors sous domination allemande, mais se propose comme intermédiaire pour une paix avec la Russie si la paix nippo-allemande ne se conclut pas. L'Allemagne consent à transférer sa souveraineté dans le Pacifique au Japon, mais au prix d'une paix avec la Russie.
En dévoilant le contenu de ses discussions avec l'Allemagne, le Japon ouvre une surenchère avec les Alliés afin d'obtenir des concessions encore plus grandes. Toutefois, pour les Alliés, si l'Allemagne désire faire la paix avec le Japon, elle doit également faire des propositions aux quatre grandes puissances de l'Entente : Grande-Bretagne, France, Russie et Japon. Les négociations se poursuivent entre le Japon et l'Allemagne mais elles échouent. Lucius met un terme aux négociations le 23 août. Le Japon signe un accord de défense avec la Russie en la personne de Sazonov le 3 juillet 1916 et les soupçons allemands, et notamment de Gottlieb von Jagow, selon lesquels l'Empire du Soleil levant jouait un double jeu, se révèlent justifiés.

## Les différentes négociations et appels de1917

### CharlesIeret l'affaire Sixte

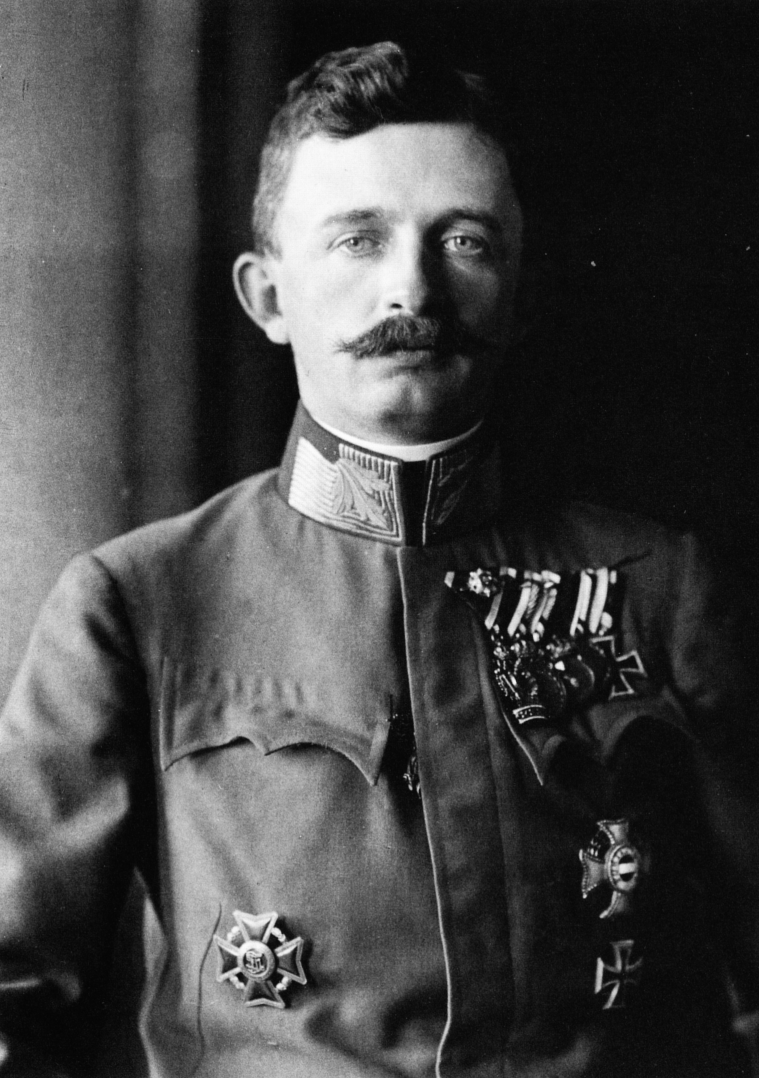
L'empereur-roi en 1917.

Dès son avènement, le 21 novembre 1916, le jeune empereur-roi Charles Ier, qui a vécu la réalité du front, tente de faire des propositions de paix à la Triple-Entente, en nouant d'autres dialogues par l'intermédiaire de ses beaux-frères, les princes Sixte et François-Xavier de Bourbon-Parme, alors officiers dans l'armée belge. Même si la publication des documents secrets allemands a montré le contraire par la suite, le chancelier allemand Theobald von Bethmann Hollweg avait affirmé, en mars 1917, être prêt à renoncer à l'Alsace-Lorraine, alors annexée à l'Empire allemand. Le 24 mars, Charles Ier écrit alors dans une lettre qu'il « soutiendrait les revendications de restitution de la France en ce qui concerne l'Alsace-Lorraine en utilisant toute son influence personnelle sur ses alliés ».
Les deux princes de Bourbon-Parme portent la lettre au président français Raymond Poincaré, qui en informe le roi George V  du Royaume-Uni. Une deuxième lettre suit le 9 mai. Le ministre des Affaires étrangères autrichien Ottokar Czernin est mis au courant de cette tentative de paix, sans toutefois connaître le contenu des lettres. Charles Ier, énonçant une nouvelle proposition, se montre prêt à recréer la Serbie occupée par l'Autriche-Hongrie et, en faisant pression sur l'Allemagne, à faire restituer l'Alsace-Lorraine à la France. Toutefois, il refuse de perdre des territoires de son empire. Il refuse, par exemple, de céder à l'Italie le Tyrol du Sud ou le Trentin alors que les Alliés ont promis à Rome leur soutien sur cette question territoriale.[réf. nécessaire]
Dans les mois qui suivent, les négociations de Charles Ier sont de plus en plus freinées par son propre ministre des Affaires étrangères, le comte Czernin, qui croit à une victoire militaire austro-allemande. Le 2 avril 1918, Czernin prononce un discours devant le conseil municipal de Vienne où il accuse la France d'avoir empêché toute négociation de paix en revendiquant la restitution de l'Alsace-Lorraine. Le discours paraît le lendemain en première page du journal Fremden-Blatt, mais les faits rapportés par Czernin étant contraires à la vérité, Georges Clemenceau fait publier la première lettre de Charles Ier le 12 avril 1918. Ce dernier se trouve alors obligé de démentir les concessions faites à la France et notamment les passages sur l'Alsace-Lorraine et la Belgique, vraisemblablement sur la pression de Czernin. Ce dernier nie avoir eu connaissance de la lettre, laissant son souverain seul face à ses alliés. Le 16 avril 1918, Czernin est renvoyé. Les négociations s'enlisent dans un amateurisme flagrant, le ministre des Affaires étrangères américain Robert Lansing qualifie d'ailleurs la manière d'opérer de Clemenceau comme « un acte d'une bêtise révoltante ».
Lansing déplore le gâchis occasionné par Clemenceau, pensant réellement qu'une paix était possible. L'action de Charles Ier est motivée par ses convictions catholiques pour la paix, tant d'un point de vue externe : mettre fin à la guerre ; que d'un point de vue interne : éviter une révolution avec tout ce que cela représente de souffrances pour les peuples. La crainte d'une révolution transparaît dans sa lettre à Guillaume II : « Si les monarques ne font pas la paix, les peuples la feront ». La reconnaissance par les Alliés du droit des peuples à disposer d'eux-mêmes de la manière la plus pleine et la plus radicale signe en effet la chute de l'État multinational qu'est l'Autriche-Hongrie.

#### Les négociations de Neuchâtel en1917
Début 1917, dans l'Europe en guerre, des émissaires de l'empereur d'Autriche-Hongrie Charles Ier négocient secrètement à Neuchâtel une paix séparée avec la Triple-Entente, en particulier la France. Ces émissaires sont les frères de l'impératrice Zita, Sixte et Xavier de Bourbon-Parme. Ils sont accueillis, presque à l'improviste, chez Maurice Boy de la Tour, dans sa somptueuse maison de la rue du Pommier 7 à Neuchâtel, en Suisse. Cette demeure sera le lieu discret où arriveront les nouvelles de Paris (où Sixte négocie avec les autorités françaises) et de Vienne (par Thomas Erdödy, secrétaire particulier de Charles Ier). Au cours de l'été, le ministre austro-hongrois des affaires étrangères, germanophile, fera échouer les négociations. Durant les six séjours des princes à Neuchâtel, Maurice Boy de la Tour se lie d’amitié avec eux jusqu’à la fin de sa vie, en 1930.[réf. nécessaire]
Ni la Confédération ni l’État ne furent informés de ces tractations secrètes ; les documents de cette affaire ne se trouvent ainsi non pas dans les archives publiques, mais dans le fonds privé Boy de la Tour.

### La résolution de paix du Reichstag en1917
Avec le déclenchement de la guerre sous-marine à outrance, le 1er février 1917, le projet de l'armée impériale allemande, obliger l'Angleterre à signer une paix en l'espace de six mois, échoue. La résolution de paix marque la première tentative du Reichstag d'intervenir dans les événements politiques au cours de la guerre, mais le gouvernement de Michaelis s'y oppose résolument. Mais, le 17 juillet 1917, le Reichstag allemand proclame une résolution de paix (Friedensresolution) qui exige une paix de conciliation afin de mettre fin à la guerre. La résolution déposée par les députés Erzberger, David, Ebert et Scheidemann est acceptée par 216 voix (SPD, Zentrum et Parti populaire progressiste) contre 126 voix (USPD, Parti Libéral National et conservateurs).
La résolution de paix n'est pas synonyme de renonciation aux buts de guerre. Raymond Poidevin souligne que « les dirigeants allemands n'entendent pas renoncer à une paix victorieuse ». Les députés affirment d'ailleurs que les Allemands continueront le combat tant que l'Allemagne et ses alliés seront « envahis et violés ».

### Le rôle deBenoîtXV

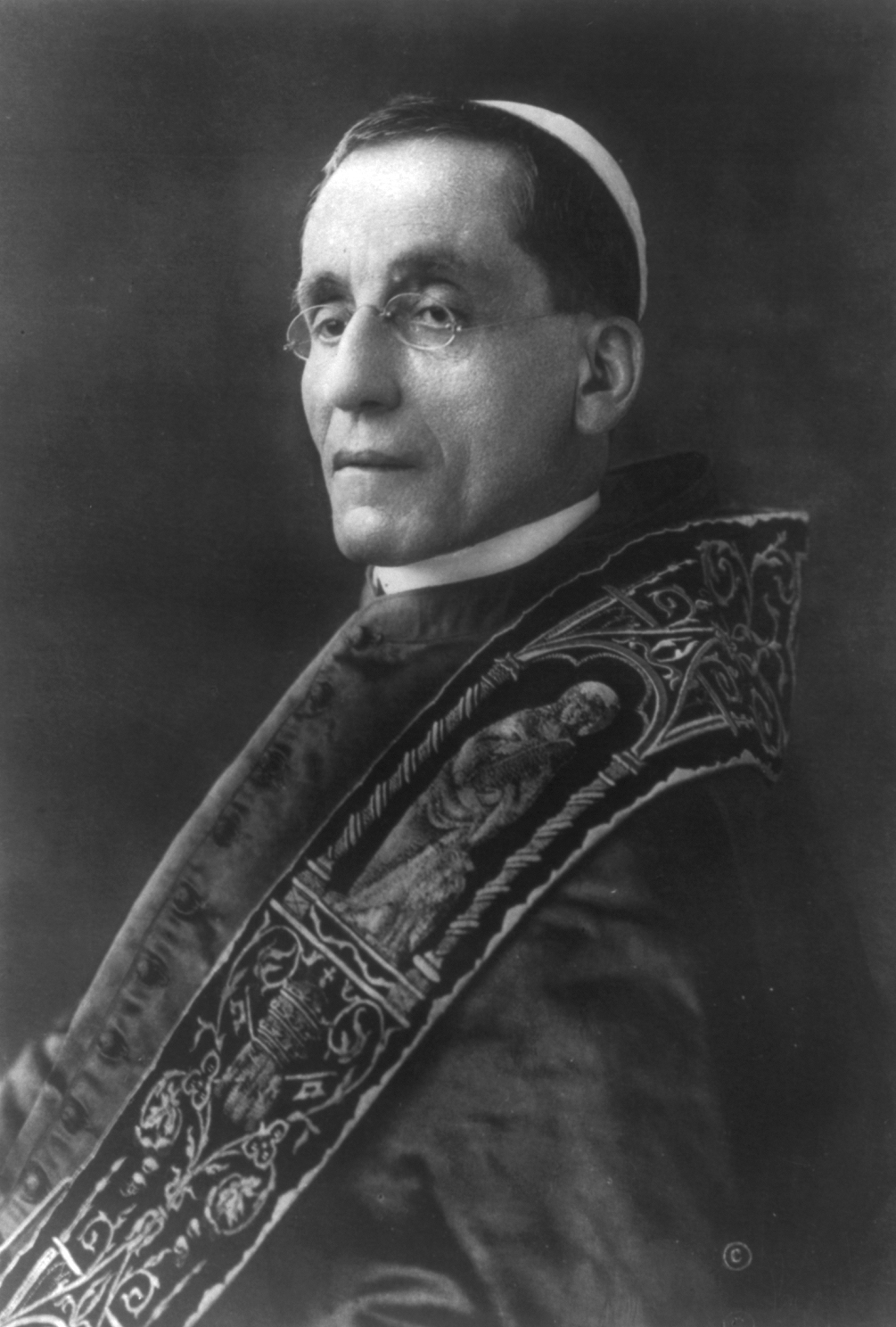
Benoît XV.

Dans son encyclique inaugurale Ad beatissimi Apostolorum principis de la Toussaint 1914, Benoît XV appelle à la fin de la guerre : « Nous avons donc adressé d'instantes prières aux Princes et aux gouvernants, afin que, considérant combien de larmes et de sang la guerre a déjà fait répandre, ils se hâtent de rendre à leurs peuples les précieux avantages de la paix ». Contrairement à ses actions humanitaires, les initiatives politiques du pape restent sans succès. Le Saint-Siège avait incité à une garantie du rétablissement de la Belgique dans ses droits, mais l'Allemagne n'a répondu que par allusions à la question belge. Le 24 juillet 1917, le nonce apostolique à Munich, Eugenio Pacelli, le futur Pie XII, fait alors une proposition de paix au chancelier Georg Michaelis et au ministre des Affaires étrangères Arthur Zimmermann prévoyant la restitution des colonies allemandes, l'évacuation de la Belgique et des territoires français occupés. Le pape Benoît XV est abordé par Charles Ier afin d'obtenir son appui, mais il n'est pas mis dans la confidence quant aux négociations de l'Affaire Sixte.
Avant que l'Allemagne ne réponde, le pape Benoît XV envoie une note de paix le 1er août 1917, qui arrive officiellement quinze jours plus tard et qui est connue d'après les premiers mots qui la composent : « Dès le début ». Celle-ci prévoit la « restitution réciproque de tous les territoires occupés, en particulier l'évacuation totale de la Belgique avec l'assurance de son entière indépendance politique, militaire et économique envers toute puissance ainsi que la restitution des colonies allemandes », mais également « l'examen des questions territoriales restantes comme entre l'Autriche-Hongrie et l'Italie, tout comme entre l'Allemagne et la France dans un esprit de réconciliation et en mesure de ce qui est juste et possible ». Le pape exige en outre un désarmement et un tribunal de justice international efficace, afin de prévenir toute guerre future. Jean-Baptiste Duroselle estime que ces propositions restent très floues, et aucune négociation sérieuse menant à la paix n'en découle. La réponse officielle allemande du 13 septembre 1917 à la Curie évite toute proposition ou compromis concrets en ce qui concerne les questions particulières et se contente de vagues appels à la paix.
Les raisons de l'échec de la politique de paix du pape sont de plusieurs ordres. Si les différents appels ne peuvent déboucher sur des négociations concrètes de par leur caractère flou, la papauté est isolée en Allemagne depuis 1870. En 1905, la France avait voté la séparation de l'Église et de l'État et ce n'est que petit à petit que le « pape français », comme l'appelle Ludendorff, a pu assouplir la situation. Parmi les exigences italiennes en vue de son ralliement à l'Entente en 1915, le royaume d'Italie avait demandé l'exclusion du pape de toutes les négociations de paix futures, même si le pape désirait faire partie des futures conférences de paix. Chaque camp soupçonne en effet le pape d'être secrètement dans le camp opposé. Georges Clemenceau, dont l'anti-catholicisme explique le rejet des propositions de paix du pape et de l'empereur Charles d'Autriche, appelle ainsi Benoît XV « le pape boche ». L'épiscopat allemand contrecarre l'engagement pontifical en la personne de l'archevêque de Cologne, le cardinal Felix von Hartmann, qui considère que le pape a parlé en tant que souverain international et non comme le berger suprême des catholiques. De même, en France, le père Antonin-Gilbert Sertillanges de l'Ordre des Frères Prêcheurs récuse les tentatives de paix pontificales devant le Tout-Paris lors d'un sermon en l'Église de la Madeleine.

### Des négociations plus secrètes

#### L'affaire Briand-Lancken

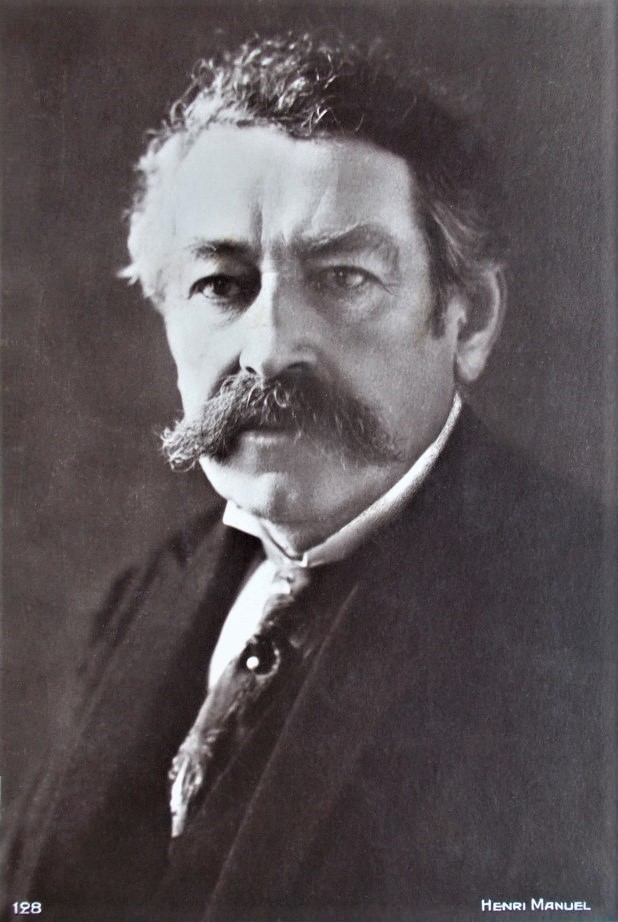
Aristide Briand.

L'affaire secrète Briand-Lancken est l'une des dernières tentatives de paix dont les prémices se dessinent dès janvier 1917. Le baron Von Lancken, dirigeant du gouvernement général de Belgique sous autorité allemande, a alors l'appui du chancelier Bethmann Hollweg pour mener des négociations avec Aristide Briand, alors président du Conseil et ministre des affaires étrangères en France.
C'est Pauline de Mérode, épouse du sénateur belge Werner de Mérode, qui sert d'intermédiaire entre le comte de Broqueville, Premier ministre belge exilé au Havre, et Von Lancken, pour qui la Belgique pourrait être un intermédiaire en vue de négociations de paix. Prudent selon les conseils de Poincaré, Briand demande comme tout préalable à de telles négociations la promesse de la restitution de l'Alsace-Lorraine à la France.[réf. nécessaire]
Les barons Coppée, qui avaient mis Broqueville et Lancken en contact, annoncent que le retour à la France des départements annexés en 1871 peut être envisagée par le Reich, ce qui est manifestement faux, les Allemands se déclarant prêts à céder uniquement le minuscule territoire de Thann. Pauline de Mérode est alors diligentée par le roi Albert Ier pour préparer une rencontre entre Briand et Von Lancken. Briand s'apprêtait de fait à rencontrer Lancken en septembre (la date étant fixée au 22), mais il sent l'opposition de son ministre des Finances, Alexandre Ribot, et des Alliés. Briand ne se rend donc pas au rendez-vous et les négociations avortent avant même d'avoir pu débuter, même si elles ne pouvaient qu'échouer, les positions belges, françaises et allemandes étant inconciliables.

#### Revertera-Armand et Smuts-Mensdorff

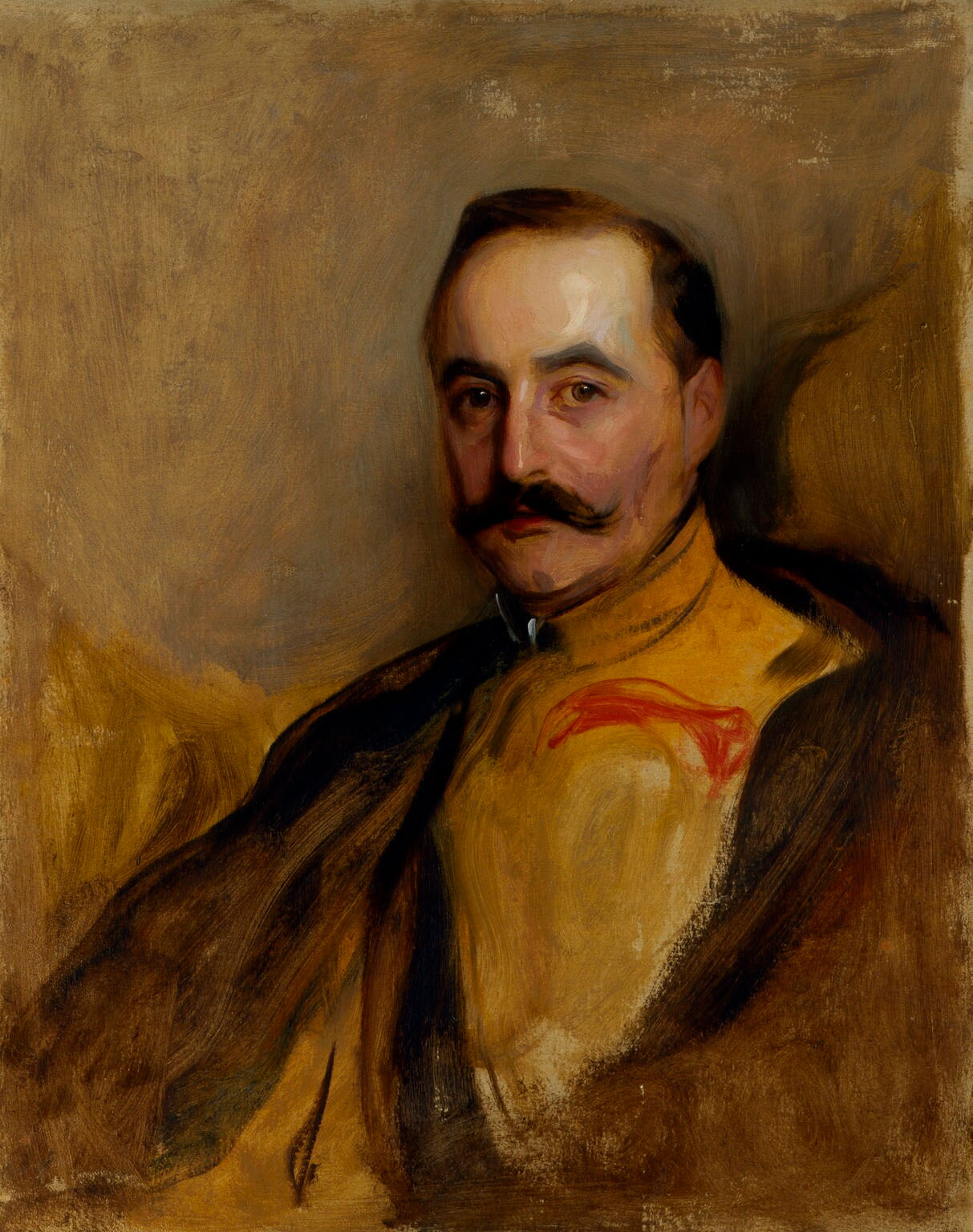
Albert von Mensdorff.

De juin à juillet 1917, en même temps que celles menées par Sixte de Bourbon-Parme, d'autres négociations de paix ont lieu entre les comtes Nikolaus Revertera et Abel Armand, alors capitaine au 2e Bureau de l'État-Major français. Les deux hommes ont la confiance de leur camp : Revertera est diligenté par Czernin et Armand est choisi par l'armée. La Grande-Bretagne est d'accord pour mener ces négociations, qui servent à Clemenceau à sonder le camp adverse, jetant ainsi d'emblée un doute sur leur sincérité. Des clauses territoriales importantes sont abordées. La France propose la Bavière, la Silésie et une Pologne réunifiée dans ses frontières de 1772 aux Autrichiens. Les inquiétudes de Berlin font échouer les négociations qui, pour la France, auraient mené à une conservation de l'Autriche-Hongrie comme « contrepoids à l'Allemagne ».
Ces négociations mettent en relation la Grande-Bretagne et l'Autriche-Hongrie avec, pour représentants respectifs, le général Jan Smuts et l'ancien ambassadeur autrichien à Londres Albert von Mensdorff. Bethmann Hollweg et Czernin s'étaient concertés à la mi-mars 1917 et mis d'accord à propos de la mission de Mensdorff. La Grande-Bretagne cherche un contrepoids à la politique expansionniste allemande, et l'Autriche-Hongrie se révèle intéressante.
La Grande-Bretagne souhaite obtenir une paix séparée avec l'Autriche-Hongrie afin de compenser la sortie de l'Empire russe de l'Entente. Quant à Mensdorff, il n'est pas question pour lui d'aborder le sujet d'une paix séparée et l'intégrité du territoire doit être préservée. Si la Serbie et le Monténégro sont restaurés, l'Autriche-Hongrie réclame des garanties contre les agitations et la dynastie serbe des Karađorđević ne doit pas être réinstallée au pouvoir. De plus, l'Autriche-Hongrie ne veut pas être coupée de l'Allemagne.

## 1918et les dernières tentatives

### Paix séparée de la Russie
Avec la dernière année de la guerre, la lassitude et l'épuisement des populations sont encore plus criantes. Les grèves ouvrières des années précédentes prennent davantage d'ampleur. Du 14 au 20 janvier 1918, un grand mouvement de grève s'étend en Autriche-Hongrie, pays au « bord du gouffre ». Des émeutes éclatent un peu partout dans la double monarchie. L'Allemagne est touchée par les grèves dès le 28 janvier et la France au mois de mai. On compte 500 000 ouvriers allemands en grève.
Après les révolutions de 1917 faisant apparaître la lassitude des populations russes face à la guerre, le désir de paix est omniprésent dans le pays. Dès leur arrivée au pouvoir, les Soviets ratifient un décret de paix le 26 octobre 1917 (8 novembre dans le calendrier grégorien) et Léon Trotsky propose une paix générale. Les bolcheviks veulent une « paix sans annexion ni indemnité ». Les négociations commencent le 22 décembre 1917, alors que l'Allemagne contrôle une grande partie de l'Ouest de la Russie. Les relations diplomatiques entre les deux régimes se détériorent lorsque l'Allemagne signe une paix avec l'Ukraine, qui a fait sécession de la Russie, le 9 février 1918. Les opérations militaires reprennent même le 18 février. Ne voulant pas perdre le bénéfice de la révolution, les Russes signent forcés une paix séparée le 3 mars 1918, à Brest-Litovsk, et renoncent à de nombreux territoires. Ainsi est mis un terme à la guerre sur le front de l'Est ; l'Allemagne peut se consacrer à une nouvelle offensive à l'ouest.

### Dernières tentatives
Au même moment, au printemps 1918, des discussions ont lieu à La Haye entre le général von Haeften et des représentants de l'ambassade américaine. Les conditions américaines sont trop défavorables à l'Allemagne pour que les négociations aboutissent.
Quelques dernières négociations sont menées. George D. Herron, observateur américain basé en Suisse, entretient des contacts avec un grand nombre de personnalités. En 1918, avec l'accord de Wilson, il mène des négociations avec la Bulgarie en la personne de Teodor Šipkov afin de signer une paix séparée. La sincérité de Šipkov est rapidement remise en question par Herron et leurs discussions tournent vite au malentendu. Après la guerre, Šipkov raconte que les Américains promettaient l'unification du pays de la Dobroudja à l'embouchure du Danube, toute la Thrace, toute la Macédoine ainsi qu'un couloir avec la Hongrie et une aide financière, ce que Herron réfute. Les négociations échouent donc. Le 15 septembre 1918, au terme d'opérations militaires dans l'arrière pays de Salonique, les Alliés ouvrent la voie vers la Bulgarie. Le Premier ministre bulgare Malinov essaie de conclure un armistice mais en vain. Le 29 septembre 1918, la Bulgarie signe l'armistice marquant sa défaite.
Parallèlement à ses négociations avec la Bulgarie, Herron ouvre des négociations avec le ministre autrichien Heinrich Lammasch, qui milite pour la paix au Reichsrat autrichien depuis 1917 et qui s'était opposé à l'ultimatum austro-hongrois à la Serbie en 1914. Lammasch est enclin à accepter les Quatorze points de Wilson et, tout en ne soutenant pas l'indépendance pour les minorités de l'Empire, propose la fédéralisation de l'Autriche. L'empereur Charles Ier est prêt à accepter l'intervention américaine dans la refonte de l'Empire, mais Wilson finit par refuser la proposition austro-hongroise.[réf. nécessaire]

## Tentatives de paix et responsabilités du déclenchement et de la poursuite du conflit

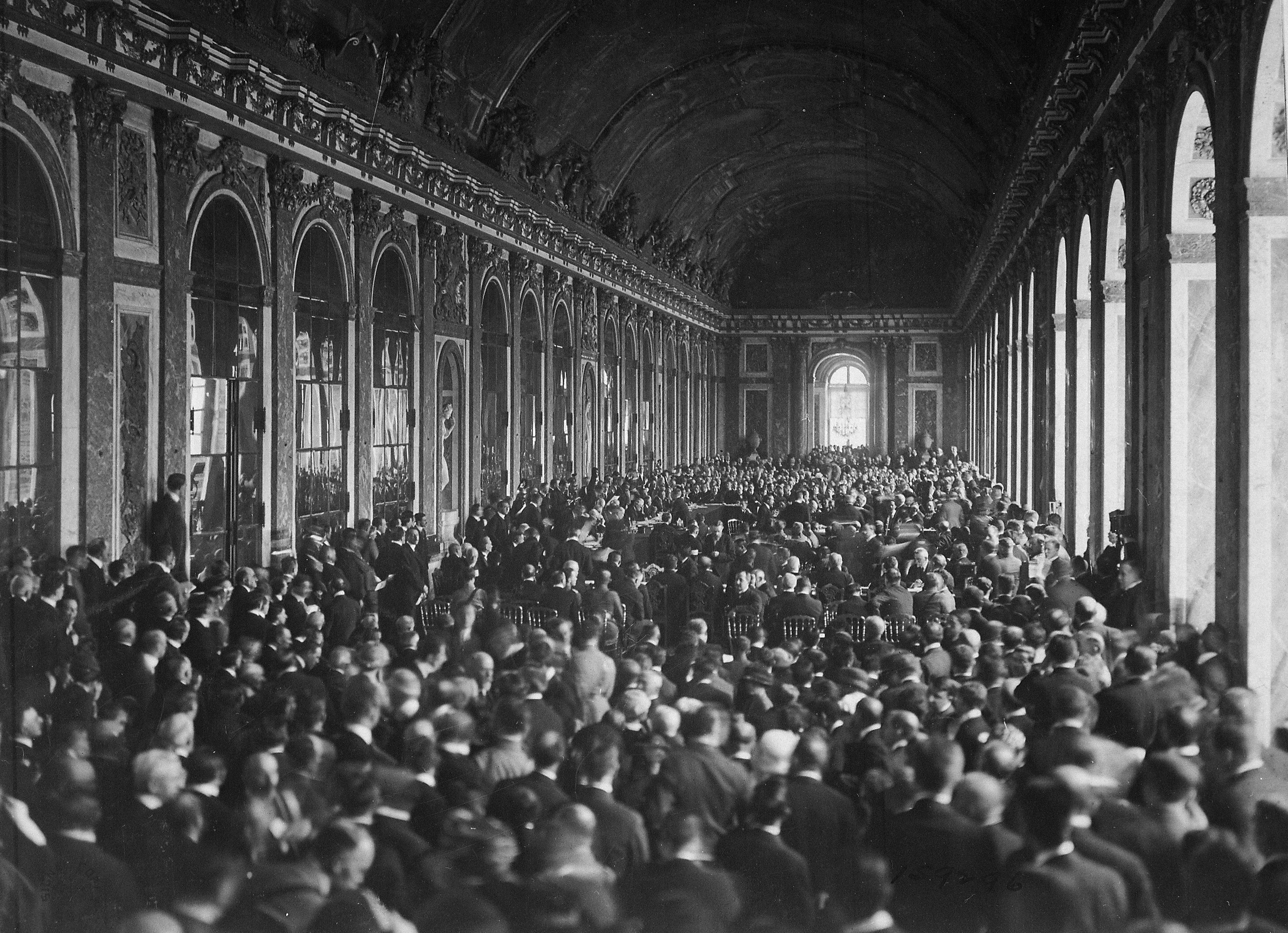
Signature du traité de Versailles dans la galerie des Glaces en 1919.

En perdant la Première Guerre mondiale et en étant désignée comme responsable, « pour les avoir causés, de toutes les pertes et de tous les dommages subis par les gouvernements alliés et associés et leurs nationaux en conséquence de la guerre qui leur a été imposée par l'agression de l'Allemagne et de ses alliés », l'Allemagne doit se confronter à la question des responsabilités du déclenchement du conflit. Elle tente par tous les moyens de faire réviser le traité de Versailles. Le 6 février 1919, une deuxième commission parlementaire est convoquée pour examiner les griefs qui lui sont reprochés. L'occasion surgit de se confronter aux négociations de paix manquées lorsque éclate une controverse liée à la publication par Matthias Erzberger d'un mémoire rédigé par Czernin, dans lequel ce dernier parle de la situation militaire catastrophique de l'Autriche-Hongrie. Après cette publication, la Triple-Entente aurait mis fin à de possibles négociations de paix, ce à quoi Erzberger rétorque que de nombreuses tentatives de paix ont échoué à cause du commandement suprême de l'armée et de ses soutiens politiques. Les différentes négociations sont examinées, à commencer par la proposition de Wilson du 18 décembre 1916. La résistance de l'armée est pointée du doigt comme une des raisons de l'échec de la paix, et de nombreuses personnalités politiques en poste à l'époque sont auditionnées comme le chancelier Bethmann Hollweg ou les généraux Hindenburg et Ludendorff. Très vite, les débats passionnés tournent à la polémique et la faute est rejetée sur les représentants de la République de Weimar.
La commission parlementaire examine également l'appel de paix du pape Benoît XV, tout en étant avertie par l'ambassadeur du Vatican de rester discrète quant à l'action du pape, sous peine du retrait du Saint-Siège lors de futures actions diplomatiques en faveur de l'Allemagne. Afin d'éviter les empoignades comme pour l'examen de la proposition de Wilson, les témoins sont des hommes politiques ou des militaires de rang inférieur à ceux des généraux. La commission considère l'action pontificale comme non sûre, renforcée par la faible volonté des Alliés à mener des négociations de paix, même si certains députés comme Karl Helfferich pensent que l'action de paix a été mise à mal par la résolution de paix du Reichstag de juillet 1917. Après avoir examiné l'action du pape, la commission entreprend d'analyser l'affaire dite Briand-Lancken dont l'échec, selon Lancken, échoit à la France. Là encore, la prudence est de mise. Désavouer l'action de Briand mènerait à un durcissement de la politique de Raymond Poincaré, ce qui, pour l'Allemagne, aurait des conséquences économiques et politiques malvenues. L'Affaire Sixte est pointée du doigt comme ayant fait échouer les négociations. En 1923, l'Allemagne n'a toujours pas fini d'examiner les responsabilités dans l'échec des tentatives de paix. Concernant la période précédant la signature du traité de Brest-Litovsk, la commission constate une volonté allemande réelle de signer une paix séparée, volonté que la Russie ne partage pas. On reproche également au général von Haeften de s'être tu sur ses dialogues avec les Américains au printemps 1918 mais on l'excuse cependant très vite malgré les protestations de certains, comme l'historien Hans Delbrück.